# Нидское озеро
Ни́дское озеро (пол. Jezioro Nidzkie) — озеро в Польше, образовано последним оледенением.
Находится на территории Варминьско-Мазурского воеводства. Входит в составе Мазурских озёр.
Площадь водной поверхности — 18,31 км², но может колебаться в зависимости от сезона. Наибольшая глубина 23,7 м. Максимальная длина — 23 километра.